# بلزوني (مسيسيبي)
بلزوني (بالإنجليزية: Belzoni, Mississippi)‏ هي مدينة تقع في الولايات المتحدة في Humphreys County. يقدر عدد سكانها بـ 2,418 نسمة ومساحتها 2.5 كم2 وترتفع عن سطح البحر 34 متر.

## التركيبة السكانية
حدّد مكتب تعداد الولايات المتحدة بيانات التركيبة السكانية لبلزوني في تعداد الولايات المتحدة. في ما يلي، التركيبة السكانية حسب تعدادي 2000 و2010.

### تعداد عام 2000
بلغ عدد سكان بلزوني 2,663 نسمة بحسب تعداد عام 2000، وبلغ عدد الأسر 934 أسرة وعدد العائلات 641 عائلة مقيمة في المدينة. في حين سجلت الكثافة السكانية 1,008.7 نسمة لكل كيلومتر مربع (2,612.5/ميل2). وبلغ عدد الوحدات السكنية 1,018 وحدة بمتوسط كثافة قدره 385.6 لكل كيلومتر مربع (998.7/ميل2).
وتوزع التركيب العرقي للمدينة بنسبة 30.49% من البيض و68.08% من الأمريكيين الأفارقة و0.04% من الأمريكيين الأصليين و0.64% من الأمريكيين ذوي الأصول الآسيوية و0.60% من الأعراق الأخرى و0.15% من عرقين مختلطين أو أكثر و1.35% من الهسبانيون أو اللاتينيون من أي عرق.
بلغ عدد الأسر 934 أسرة كانت نسبة 44.2% منها لديها أطفال تحت سن الثامنة عشر تعيش معهم، وبلغت نسبة الأزواج القاطنين مع بعضهم البعض 35.3% من أصل المجموع الكلي للأسر، ونسبة 28.6% من الأسر كان لديها معيلات من الإناث دون وجود شريك،  بينما كانت نسبة 4.7% من الأسر لديها معيلون من الذكور دون وجود شريكة وكانت نسبة 31.4% من غير العائلات. تألفت نسبة 28.2% من أصل جميع الأسر من عدة أفراد يعيشون في نفس المنزل ونسبة 11.8% كانت تتألف من شخص يعيش بمفرده يبلغ من العمر 65 عاماً أو أكثر. وبلغ متوسط حجم الأسرة المعيشية 2.83، أما متوسط حجم العائلات فبلغ 3.49.
بلغ العمر الوسطي للسكان 29.9 عاماً. وكانت نسبة 32.2% من القاطنين تحت سن الثامنة عشر، وكانت نسبة 11.2% بين الثامنة عشر والرابعة والعشرين عاماً، ونسبة 26.9% كانت واقعةً في الفئة العمرية ما بين الخامسة والعشرين والرابعة والأربعين عاماً، ونسبة 17.7% كانت ما بين الخامسة والأربعين والرابعة والستين، ونسبة 11.3% كانت ضمن فئة الخامسة والستين عاماً فما فوق. يوجد لكل 100 أنثى 84.4 ذكر، ويوجد لكل 100 أنثى في الثامنة عشر من عمرها فما فوق 75.7 ذكر.
بلغ متوسط دخل الأسرة في المدينة 20,690 دولارًا، أما متوسط دخل العائلة فبلغ 25,521 دولارًا. وكان متوسط دخل الذكور 26,466 دولارًا مقابل 15,833 دولارًا للإناث. وسجل دخل الفرد الخاص بالمدينة 13,022 دولارًا. وكانت نسبة 29.3% من العائلات ونسبة 35% من السكان تحت خط الفقر، وكان من هؤلاء نسبة 47.6% تحت سن الثامنة عشر ونسبة 27.3% في الخامسة والستين من العمر وما فوق.

### تعداد عام 2010
بلغ عدد سكان بلزوني 2,235 نسمة بحسب تعداد عام 2010، وبلغ عدد الأسر 824 أسرة وعدد العائلات 543 عائلة مقيمة في المدينة. في حين سجلت الكثافة السكانية 846.6 نسمة لكل كيلومتر مربع (2,192.7/ميل2). وبلغ عدد الوحدات السكنية 909 وحدة بمتوسط كثافة قدره 344.3 لكل كيلومتر مربع (891.7/ميل2).
وتوزع التركيب العرقي للمدينة بنسبة 22.73% من البيض و75.39% من الأمريكيين الأفارقة و0.27% من الأمريكيين الأصليين و0.63% من الأمريكيين ذوي الأصول الآسيوية و0.72% من الأعراق الأخرى و0.27% من عرقين مختلطين أو أكثر و1.34% من الهسبانيون أو اللاتينيون من أي عرق.
بلغ عدد الأسر 824 أسرة كانت نسبة 38.3% منها لديها أطفال تحت سن الثامنة عشر تعيش معهم، وبلغت نسبة الأزواج القاطنين مع بعضهم البعض 31.7% من أصل المجموع الكلي للأسر، ونسبة 30.2% من الأسر كان لديها معيلات من الإناث دون وجود شريك،  بينما كانت نسبة 4% من الأسر لديها معيلون من الذكور دون وجود شريكة وكانت نسبة 34.1% من غير العائلات. تألفت نسبة 30.1% من أصل جميع الأسر من عدة أفراد يعيشون في نفس المنزل ونسبة 11.3% كانت تتألف من شخص يعيش بمفرده يبلغ من العمر 65 عاماً أو أكثر. وبلغ متوسط حجم الأسرة المعيشية 2.68، أما متوسط حجم العائلات فبلغ 3.36.
بلغ العمر الوسطي للسكان 33.8 عاماً. وكانت نسبة 28.1% من القاطنين تحت سن الثامنة عشر، وكانت نسبة 10.6% بين الثامنة عشر والرابعة والعشرين عاماً، ونسبة 24.3% كانت واقعةً في الفئة العمرية ما بين الخامسة والعشرين والرابعة والأربعين عاماً، ونسبة 25.8% كانت ما بين الخامسة والأربعين والرابعة والستين، ونسبة 11.2% كانت ضمن فئة الخامسة والستين عاماً فما فوق. وتوزع التركيب الجنسي للسكان بنسبة 47.8% ذكور و52.2% إناث.

## أعلام
- هيرب واشنطن
- إيرني تيريل
- مونرو سوان
- جان تيريل
- فيلي يورك